# Császár tündérmadár
A császár tündérmadár (Malurus cyanocephalus) a madarak osztályának verébalakúak (Passeriformes) rendjébe és a tündérmadárfélék (Maluridae) családjába tartozó faj.

## Rendszerezése
A fajt Jean René Constant Quoy és Joseph Paul Gaimard írták le 1830-ban, a Todus nembe Todus cyanocephalus néven.

## Alfajai
- Malurus cyanocephalus bonapartii (G. R. Gray, 1859)
- Malurus cyanocephalus cyanocephalus (Quoy & Gaimard, 1830)
- Malurus cyanocephalus mysorensis (A. B. Meyer, 1874)[2]

## Elterjedése
Új-Guinea szigetén, Indonézia és Pápua Új-Guinea területén honos. Természetes élőhelyei a szubtrópusi vagy trópusi síkvidéki esőerdők, folyók és patakok környékén, valamint vidéki kertek és másodlagos erdők. Állandó, nem vonuló faj.

## Megjelenése
Testhossza 16 centiméter, testtömege 12–17 gramm.  A hím egész teste szép vöröseskék sötétebb és fekete foltokkal. A tojó tollazata barna, feje vöröseskék és hasa fehér. Vékony gyenge hosszú lábuk van, és erős kúpos csőrük.

## Életmódja
Ízeltlábúakkal táplálkozik.

## Természetvédelmi helyzete
Az elterjedési területe nagyon nagy, egyedszáma pedig stabil.  A Természetvédelmi Világszövetség Vörös listáján nem fenyegetett fajként szerepel.